# Fleury-en-Bière
Fleury-en-Bière és un municipi francès, situat al departament de Sena i Marne i a la regió de Illa de França. L'any 2007 tenia 623 habitants.
Forma part del cantó de Fontainebleau, del districte de Fontainebleau i de la Comunitat d'aglomeració del Pays de Fontainebleau.

## Demografia

### Població
El 2007 la població de fet de Fleury-en-Bière era de 623 persones. Hi havia 241 famílies, de les quals 54 eren unipersonals (27 homes vivint sols i 27 dones vivint soles), 82 parelles sense fills, 93 parelles amb fills i 12 famílies monoparentals amb fills.
La població ha evolucionat segons el següent gràfic:
Habitants censats

### Habitatges
El 2007 hi havia 321 habitatges, 247 eren l'habitatge principal de la família, 62 eren segones residències i 12 estaven desocupats. 300 eren cases i 20 eren apartaments. Dels 247 habitatges principals, 196 estaven ocupats pels seus propietaris, 37 estaven llogats i ocupats pels llogaters i 15 estaven cedits a títol gratuït; 1 tenia una cambra, 13 en tenien dues, 29 en tenien tres, 48 en tenien quatre i 157 en tenien cinc o més. 205 habitatges disposaven pel capbaix d'una plaça de pàrquing. A 91 habitatges hi havia un automòbil i a 147 n'hi havia dos o més.

### Piràmide de població
La piràmide de població per edats i sexe el 2009 era:
| Homes | Edats   | Dones |
| ----- | ------- | ----- |
| 0     | 95 o +  | 0     |
| 0     | 90 a 94 | 0     |
| 0     | 85 a 89 | 4     |
| 4     | 80 a 84 | 0     |
| 8     | 75 a 79 | 12    |
| 8     | 70 a 74 | 20    |
| 8     | 65 a 69 | 0     |
| 20    | 60 a 64 | 4     |
| 28    | 55 a 59 | 24    |
| 24    | 50 a 54 | 32    |
| 16    | 45 a 49 | 8     |
| 8     | 40 a 44 | 28    |
| 32    | 35 a 39 | 20    |
| 12    | 30 a 34 | 12    |
| 36    | 25 a 29 | 20    |
| 8     | 20 a 24 | 12    |
| 12    | 15 a 19 | 24    |
| 28    | 10 a 14 | 12    |
| 24    | 5 a 9   | 20    |
| 8     | 0 a 4   | 8     |

## Economia
El 2007 la població en edat de treballar era de 421 persones, 298 eren actives i 123 eren inactives. De les 298 persones actives 286 estaven ocupades (155 homes i 131 dones) i 12 estaven aturades (3 homes i 9 dones). De les 123 persones inactives 52 estaven jubilades, 38 estaven estudiant i 33 estaven classificades com a «altres inactius».

### Ingressos
El 2009 a Fleury-en-Bière hi havia 246 unitats fiscals que integraven 630 persones, la mediana anual d'ingressos fiscals per persona era de 27.545 €.

### Activitats econòmiques
Dels 26 establiments que hi havia el 2007, 1 era d'una empresa alimentària, 2 d'empreses de fabricació d'altres productes industrials, 5 d'empreses de construcció, 6 d'empreses de comerç i reparació d'automòbils, 1 d'una empresa de transport, 1 d'una empresa d'informació i comunicació, 1 d'una empresa financera, 2 d'empreses immobiliàries, 4 d'empreses de serveis i 3 d'entitats de l'administració pública.
Dels 5 establiments de servei als particulars que hi havia el 2009, 1 era un establiment de lloguer de cotxes, 2 paletes, 1 empresa de construcció i 1 agència immobiliària.
Dels 3 establiments comercials que hi havia el 2009, 1 era una botiga de menys de 120 m², 1 una botiga de mobles i 1 una perfumeria.
L'any 2000 a Fleury-en-Bière hi havia 4 explotacions agrícoles.

## Equipaments sanitaris i escolars
El 2009 hi havia una escola elemental integrada dins d'un grup escolar amb les comunes properes formant una escola dispersa.

## Poblacions més properes
El següent diagrama mostra les poblacions més properes.